# Kleinblütige Akelei
Die Kleinblütige Akelei, auch Einseles Akelei (Aquilegia einseleana) genannt, ist eine Art der Gattung Akelei (Aquilegia) und damit auch der Familie der Hahnenfußgewächse (Ranunculaceae). Benannt ist sie nach ihrem Entdecker, Dr. med. August Max Einsele (München 9. Juni 1803–10. Februar 1870 Murnau), einem bayerischen Arzt und Botaniker, der die Art 1847 im Wimbachgrieß bei Berchtesgaden auffand und als etwas Besonderes erkannte. Die heute gültige Erstbeschreibung erfolgte im Jahre 1848 durch Friedrich Wilhelm Schultz, der die Art nach seinem Freund Einsele benannte.

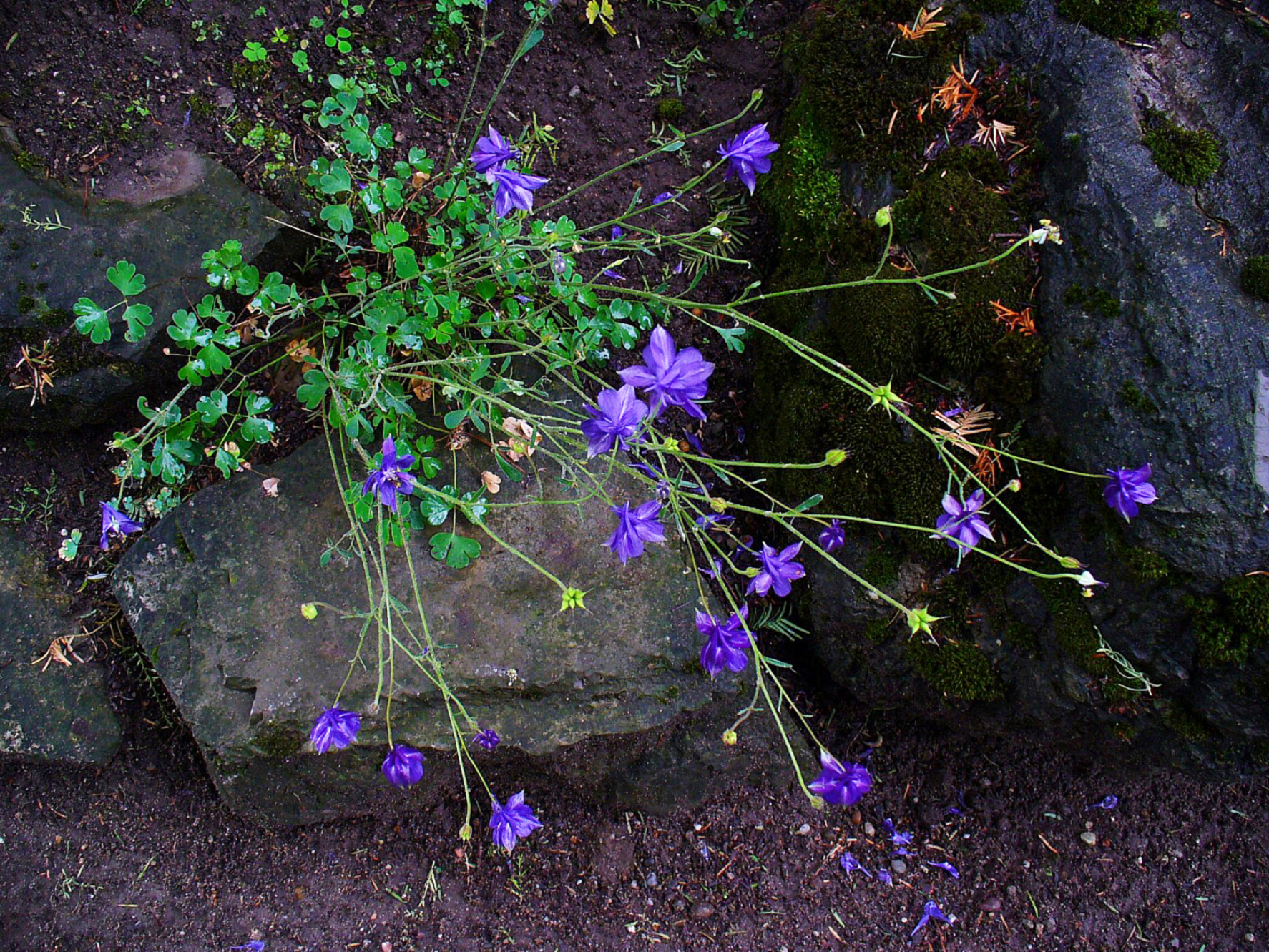
Kleinblütige Akelei (Aqulegia einseleana)

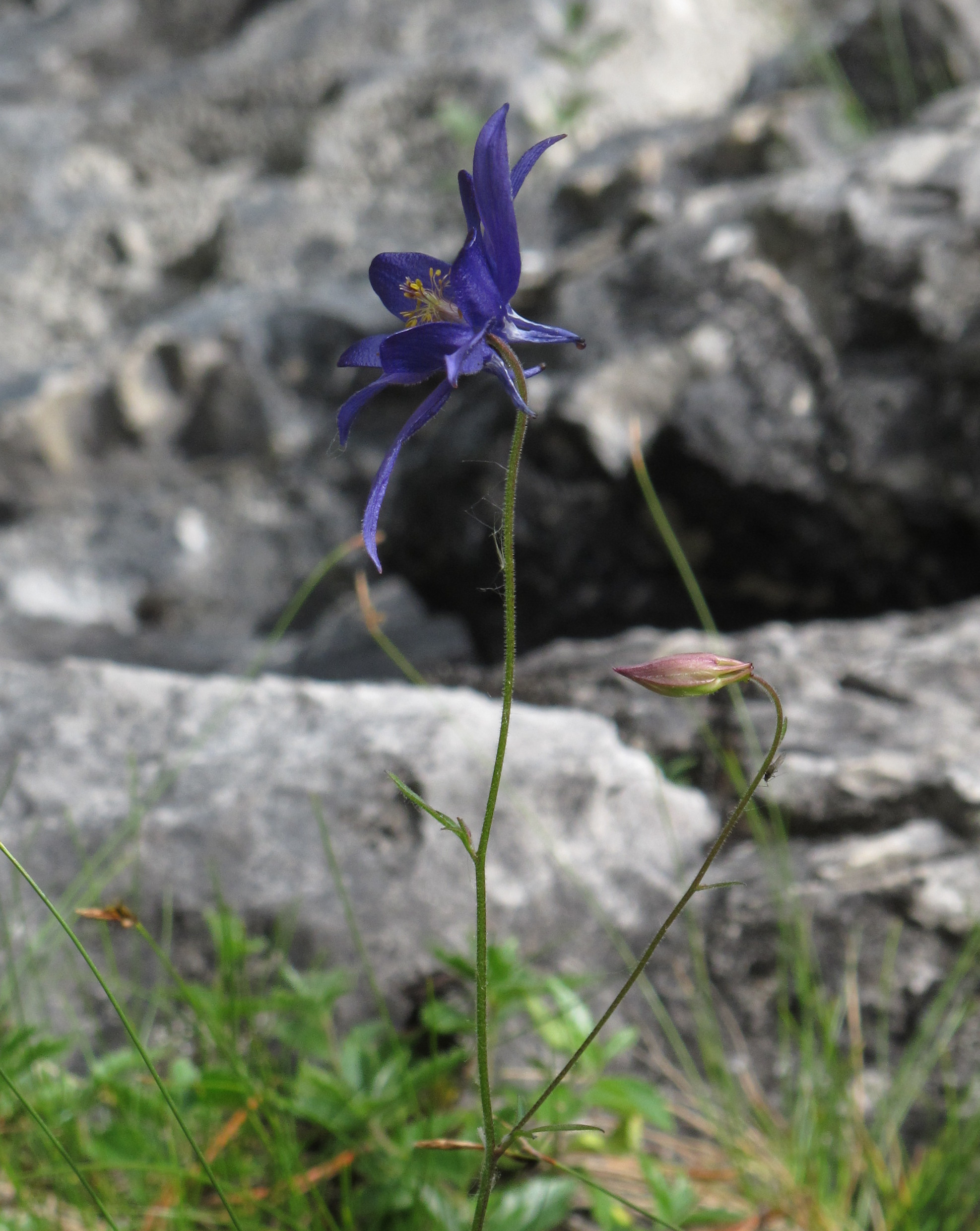
Kleinblütige Akelei (Aqulegia einseleana)

## Beschreibung
Die Kleinblütige Akelei ist ausdauernd und wird 10 bis 45 cm hoch. Sie entwickelt wenige grundständige Blätter, ihr Stängel ist aufrecht, 1 bis 1,5 mm dick, unten fast kahl und oben etwas drüsig-flaumhaarig und meist unverzweigt. Die Blätter sind bis zu 12 cm lang gestielt und doppelt dreiteilig. Die Teilblättchen sind lang gestielt, verkehrt-eiförmig oder fast rundlich, mit keilförmigem Grund, gelappt oder gekerbt, selten ganzrandig, graugrün, unterseits kahl und oberseits fast kahl. Die obersten Stängelblätter sind ungeteilt und sitzend. 
Die Blüten sind gestielt, nickend und blauviolett, ihre Stiele sind bis zu 10 cm lang. Die Blütenhüllblätter sind länglich-eiförmig, 15 bis 19 mm lang und 7 bis 9 mm breit und zugespitzt. Die Nektarblätter sind röhrenförmig, 8 bis 10 mm lang und 6 bis 9 mm breit. Der Sporn ist 7 bis 10 mm lang und 2 bis 3 mm breit, fast gerade und flaumhaarig. Die Staubblätter sind kürzer als die Kronblätter. Es entwickeln sich fünf Balgfrüchte mit 6 bis 7 mm langen Griffeln. 
Die Blütezeit liegt zwischen Juni und Juli.
Die Chromosomenzahl beträgt 2n = 14.

## Vorkommen
Die Kleinblütige Akelei gedeiht auf warmen, kalkreichen, lockeren, lehmigen Steinböden im Saum von Gebüschen (Ordnung Origanetalia) und in Steinschutthalden (Verband des Petasition paradoxi und des Seslerion albicantis). Ihr Verbreitungsgebiet reicht in den Ost- und Südalpen von Norditalien bis zur Schweiz, Österreich, Deutschland und Slowenien. Der Schwerpunkt liegt aber in den Südalpen. In Deutschland gedeiht sie in Höhenlagen zwischen 900 und 1800 m.
Die ökologischen Zeigerwerte nach Landolt et al. 2010 sind in der Schweiz: Feuchtezahl F = 2 (mäßig trocken), Lichtzahl L = 4 (hell), Reaktionszahl R = 5 (basisch), Temperaturzahl T = 2+ (unter-subalpin und ober-montan), Nährstoffzahl N = 2 (nährstoffarm), Kontinentalitätszahl K = 3 (subozeanisch bis subkontinental).